# King of Majesty
King of Majesty è il terzo album live degli Hillsong United con canzoni di lode e adorazione.

## Tracce[2][3]
1. King of Majesty (Marty Sampson) - 4:38
2. Most High (Reuben Morgan) - 6:13
3. Everything to Me (Marty Sampson) - 4:13
4. Your Spirit (Luke Munns) - 5:18
5. I Adore (Reuben Morgan) - 4:24
6. Fall (Rebecca Mesiti) - 6:15
7. God Is Great (Marty Sampson) - 4:12
8. Lift (Ben McFall) - 3:44
9. Perfect King (Damien Bassett) - 7:01
10. Holy, Holy, Holy (canto tradizionale) - 3:27
11. Did You Feel the Mountains Tremble? (Martin Smith) - 4:57